# Аччаюолі

Герб роду Аччаюолі

Аччайолі, або Аччайуолі (Аччаюолі), Аччайуолі (Аччаюолі), та Акциайолі (Акциаюолі, Акциайуолі) (італ. Acciaioli, Acciaiuoli, Acciajuoli) — старовинний флорентійський рід, який за переказами, походив із Брешії. У середині 18 століття рід Аччайолі ледь не згас, але завдяки нащадку, виселеному у Фуншал на Мадейрі, ця лінія втрималася ще до 1834 року, коли рід остаточно обірвався. Багатства роду на той момент були давно розтрачені.

## Відомі представники роду
- Анжело Аччаюолі, домініканець і єпископ (помер у 1357 році), у 1343 грав значну роль у повстанні проти деспотизму Герцога Афінського Отона де ла Роша, якому він спочатку сплачував данину.
- Неріо I Аччаюолі (помер 1394 року) став першим Аччаюолі, хто здобув титул Герцога Афінського.
- Неріо II Аччаюолі (помер 1451 року), двічі приймав титул Герцога Афінського.
- Нікколо Аччаюолі, народився 12 вересня 1310 року, прибув в добу царювання короля Роберта Анжуйського в Неаполь як купець і набув велике значення завдяки заступництву невістки короля, Катерини Валуа, що носила титул імператриці Константинополя, а також особистим здібностям і вірній службі при Роберті, надто ж його онучці Іоанні I. У 1348 він став великим сенешалем держави, придбав в Апулії та Греції значні володіння, побудував поблизу Флоренції величну усипальницю і помер 8 листопада 1365 року. Його найближчі родичі трималися в Греції серед багатьох війн із Герцогами Афінськими, Фів і Коринфа до турецького завоювання, 1463 року яке коштувало Франко Аччаюолі герцогства і життя.

- Лінія, що залишилася у Флоренції, рясніла обдарованим людьми. Донато Аччаюолі (народився у 1428 році, помер 28 серпня 1478 року) — заслужений державний муж і цінувався усіма як письменник; з його творів дійшло до нас «Caroli Magni vita»" (Менкен, «Scriptores rerum Germanicarum», т. I), латинський переклад деяких життєписів Плутарха (1470), часто друкувався коментар до «Етики» Аристотеля.

- Його син Роберто Аччаюолі посідав перше місце серед прихильників партій Медічі під час переходу від республіки до князівства.

- Цанобі Аччаюолі, домініканець, народився у Флоренції 25 травня 1461 року, помер 27 липня 1519 в Римі. Відзначався відмінним знанням латинської та грецької мов, призначений Левом Х в 1518 бібліотекарем Ватикану.

- Вінченцо Аччаюолі, народився на початку 16 століття, помер у 1572 році, — історик і науковець, з творів якого до нас дійшли тільки «Vita di Giannozzo Manetti» (Флоренція, 1570) і «Vita di Piero di Gino Capponi» (видана Аччаюолі в «Archivio storico italiano», т. 4, 1853).

- Філіппо Аччаюолі, народився в Римі в 1637 році, лицар Мальтійського ордену, відвідав чотири частини світу, написав віршами кілька оперних текстів, до яких сам написав музику. Помер у Римі у 1700 році. Він вважається справжнім винахідником машинної частини театру.